# Piet Cramwinckel
Pieter Johan (Piet) Cramwinckel (Den Haag, 12 oktober 1912 – Doetinchem, 30 mei 2001) was een Nederlands politicus van de KVP.
Hij werd geboren als zoon van Pieter Johan Cramwinckel sr. (1873-1965). Na het behalen van de 5-jarige hbs ging hij als volontair werken bij de gemeentesecretarie van Wateringen. Na ongeveer een jaar werd hij tijdelijk ambtenaar ter secretarie van de gemeenten Stompwijk en Veur. In oktober 1937 werd hij daar van adjunct-commies tweede klasse bevorderd tot adjunct-commies eerste klasse. Op 1 januari 1938 fuseerden die twee gemeenten tot Leidschendam waar hij in dezelfde functie werkzaam bleef. In maart 1939 werd hij benoemd tot ontvanger en ambtenaar van de burgerlijke stand van het Openbaar Lichaam 'De Wieringermeer' wat op 1 januari 1941 de zelfstandige gemeente Wieringermeer zou worden. In januari 1947 werd Cramwinckel benoemd tot burgemeester van Grootebroek als opvolger van burgemeester/kunstenaar Jo Schrijnder. In maart 1958 volgde zijn benoeming tot burgemeester van Gendringen welke functie hij tot zijn pensionering in 1977 zou blijven vervullen. Cramwinckel is verder ook nog waarnemend burgemeester geweest van Groenlo (okt. 1965 - juni 1966), Huissen (jan. - juli 1978), Heumen (juli - dec. 1980) en Westervoort (jan. - juli 1981). In 2001 overleed hij op 88-jarige leeftijd in zijn woonplaats Doetinchem.